# Meyer Guggenheim
 (juillet 2007).
Si vous disposez d'ouvrages ou d'articles de référence ou si vous connaissez des sites web de qualité traitant du thème abordé ici, merci de compléter l'article en donnant les références utiles à sa vérifiabilité et en les liant à la section « Notes et références ».
Meyer Guggenheim est un industriel suisso-américain, né le 1er février 1828 à Lengnau, en Suisse et mort le 15 mars 1905 à Palm Beach, en Floride. C'est le patriarche de la célèbre famille Guggenheim.

## Généalogie
Descendant d'une famille de juifs allemands, Meyer Guggenheim et sa femme Barbara eurent onze enfants, dont dix survécurent. Cinq des huit garçons travaillèrent dans les affaires de la famille :
- Isaac (1854-1922)
- Daniel (1856-1930), chef de la famille après la mort de son père
- Murry (1858-1939), travailla d'abord dans l'importation de rubans et dentelles, puis, à partir de 1881, dans les mines et les fonderies
- Solomon Robert (1861-1949), amateur d'art moderne qu'il aida grâce à la Fondation Solomon R. Guggenheim et des dons au Museum of Modern Art
- (John) Simon (1867-1941), fut une fois sénateur du Colorado.

Parmi les autres enfants, Benjamin (1865-1912) mourut dans le naufrage du Titanic.

## Biographie
Meyer Guggenheim émigra aux États-Unis en 1847. Il commença à travailler à Philadelphie comme vendeur ambulant de rubans, dentelles et divers autres objets, avant de développer la formule d'une pâte à fourneaux, pour laquelle il construisit une usine. Les quatre aînés de ses fils passèrent leur adolescence à apprendre la fabrication de la broderie et de la dentelle : il envoya son fils Daniel (suivi de ses cadets Murry et Salomon) en Suisse afin d'y apprendre à la fois l'allemand et la dentelle. Isaac, quant à lui, fut envoyé à New York pour y ouvrir un bureau.
En 1881, la firme des fils Guggenheim fut fondée. Meyer leur donna l'entreprise sans s'impliquer personnellement. Il se contenta de les surveiller et de les conseiller.
Dans un but de diversification, il acheta 2 000 parts de la Hannibal & St. Joseph Railroad, du Missouri, à 42 dollars la part, à un moment où la compagnie était dans une situation difficile. Il revendit ses parts à Jay Gould et en retira 400 000 dollars pour une mise de fond de 84 000 dollars.
En 1881 il fit un premier voyage dans le Colorado et prit une participation dans deux mines noyées. Après avoir consacré des sommes importantes à les assécher, il commença à en extraire de l'argent si pur qu'il pouvait être frappé sans passer par une fonderie.
Il investit ensuite dans des fonderies, afin de contrôler le marché, de l'extraction à la fonte et à la vente. La Philadelphia Smelting & Refining Company commença à produire en 1889. Son capital était alors de 1 500 000 dollars et appartenait totalement à Guggenheim. Il investit ensuite dans les mines mexicaines et, pour déjouer les lois protectionnistes votées par le Congrès, il fit construire au Mexique, à Monterrey, les usines de traitement. C'est ainsi que la Great National Mexican Smelter Company fut créée en 1890 par Dan et Murry, ses deux fils. Ils investirent ensuite dans des mines de cuivre.
Meyer envoya ses fils Benjamin et William respectivement à l'école des mines[réf. nécessaire] de Columbia et à l'université de Pennsylvanie pour y étudier la métallurgie. En 1894, à Perth Amboy (New Jersey), une raffinerie fut construite et commença à traiter les minerais fondus dans les usines Guggenheim, permettant alors à la famille de contrôler le cycle complet, depuis la mine jusqu'au métal fini, qu'il s'agisse de l'argent, du cuivre ou du plomb.
Il meurt le 15 mars 1905 à Palm Beach de maladie, cinq ans après sa femme,. Il est enterré au Salem Fields Cemetery à Brooklyn.